# Michael Chabon
Michael Chabon (udtalt SHAY-bon) (født 24. maj 1963) er en amerikansk forfatter, der med sine kritikerroste romaner har opnået stor succes.
Michael Chabons to første romaner Mysteries of Pittsburgh og Wonder Boys foregår begge i byen Pittsburgh og berører selvbiografisk materiale. Et gennemgående tema i hans forfatterskab har fra begyndelse været fascinationen af det bizarre og mærkelige. Chabon trækker meget på sin jødiske baggrund og bruger jødisk identitet i alle sine romaner.
Ved udgivelsen af Den Utrolige Historie Om Kavalier & Clay i 2000 havde Chabon begået en roman med en større historie over længere tid, og i 2001 modtog han Pulitzerprisen for fiktion for denne bog.
To af Chabons bøger er filmatiseret, bl.a. Wonder Boys med Michael Douglas og Tobey Maguire. Desuden har Chabon skrevet dele af manuskriptet til filmen Spider-Man 2 og flere skabeloner til film som X-Men og Fantastic Four.
Michael Chabon er inspireret bl.a. af Gabriel Garcia Marquez, F. Scott Fitzgerald, Vladimir Nabokov og tegneseriernes univers. I det hele taget ser Chabon tegneserierne som en ligestillet inspirationskilde og falder således i tråd med holdingen blandt hans egen generation af amerikanske forfattere, heriblandt Junot Díaz.

## Udvalgte værker
- The Mysteries of Pittsburgh (1988), Pittsburgh-mysterierne (1988 på dansk)
- Wonder Boys (1995), Wonderboys (2013 på dansk)
- The Amazing Adventures of Kavalier & Clay (2000), Den utrolige historie om Kavalier & Clay (2007 på dansk)
- The Yiddish Policemens Union (2007, Det Jiddische Politiforbund (2007 på dansk)